# CSG Erlangen
Die Christliche Sportgemeinschaft Erlangen e.V. (kurz: CSG Erlangen) war ein deutscher Sportverein aus Erlangen. Er entstand 1949 und existierte bis 2015. Im Jahr 2002 fusionierte die Handballabteilung der CSG Erlangen mit der Handballgemeinschaft TV 48/TB 88 Erlangen e.V. (kurz: HG Erlangen). Deren Stammvereine und die CSG sind die Gründungsvereine des HC Erlangen.

## Geschichte
Gegründet wurde der Verein CSG Erlangen 1949 von Erich Gloël (1925–2015), der bis zu seinem Tod ununterbrochen das Amt des 1. Vereinsvorstands innehatte.
Der sportliche Schwerpunkt lag bei den Abteilungen Leichtathletik und Handball. Zeitweise umfasste das Sportangebot zudem Schach, Skifahren, Judo, Schwimmen, sowie Mutter- und-Kind-Turnen. Der Verein hatte während der erfolgreichsten Zeiten rund 400 Mitglieder. Erich Gloël trainierte Jugendliche in der Leichtathletik und organisierte Teilnahmen an Wettkämpfen. Die größten Erfolge feierte die CSG im Handballsport.
1974 konnte sie im damals noch verbreiteten Feldhandball mit dem Gewinn der Bayerischen Meisterschaft bei der männlichen A-Jugend erstmals einen überregionalen Titel erringen. Grundlage für den späteren Aufstieg Erlangens zur „Bayerischen Handballhochburg“ war dann die Trainingsarbeit ab Anfang der 1980er Jahre unter Leitung von Helmut Hofmann (damals Mathematikstudent) und Siegfried („Sigi“) Pabst (damals Schulrat). Der Kern der von ihnen trainierten Jugendspieler blieb über die Jahrgangsstufen zusammen und wechselte schließlich gemeinsam in die Männermannschaft der CSG. Fünf Aufstiege in sechs Jahren führten so von der Bezirksliga bis in die 2. Bundesliga.
Der Erfolgsweg dieser Mannschaft begann 1979 mit einem Titel als Mittelfränkischer Kleinfeldmeister in der D-Jugend und im gleichen Jahr mit der Nordbayerischen C-Jugend-Meisterschaft.
1980 und im Folgejahr errang das Team bei der männlichen C-Jugend die Bayerische Meisterschaft und die Süddeutsche Vizemeisterschaft.
1982 wurde die Mannschaft in der Altersstufe der männlichen B-Jugend süddeutscher Meister und Deutscher Vizemeister. Als Außenseiter verlor sie in den Endspielen gegen den OSC 04 Rheinhausen wegen der geringeren Zahl an Auswärtstreffern (Hinspiel OSC – CSG 14:9 / Rückspiel CSG – OSC 19:14).

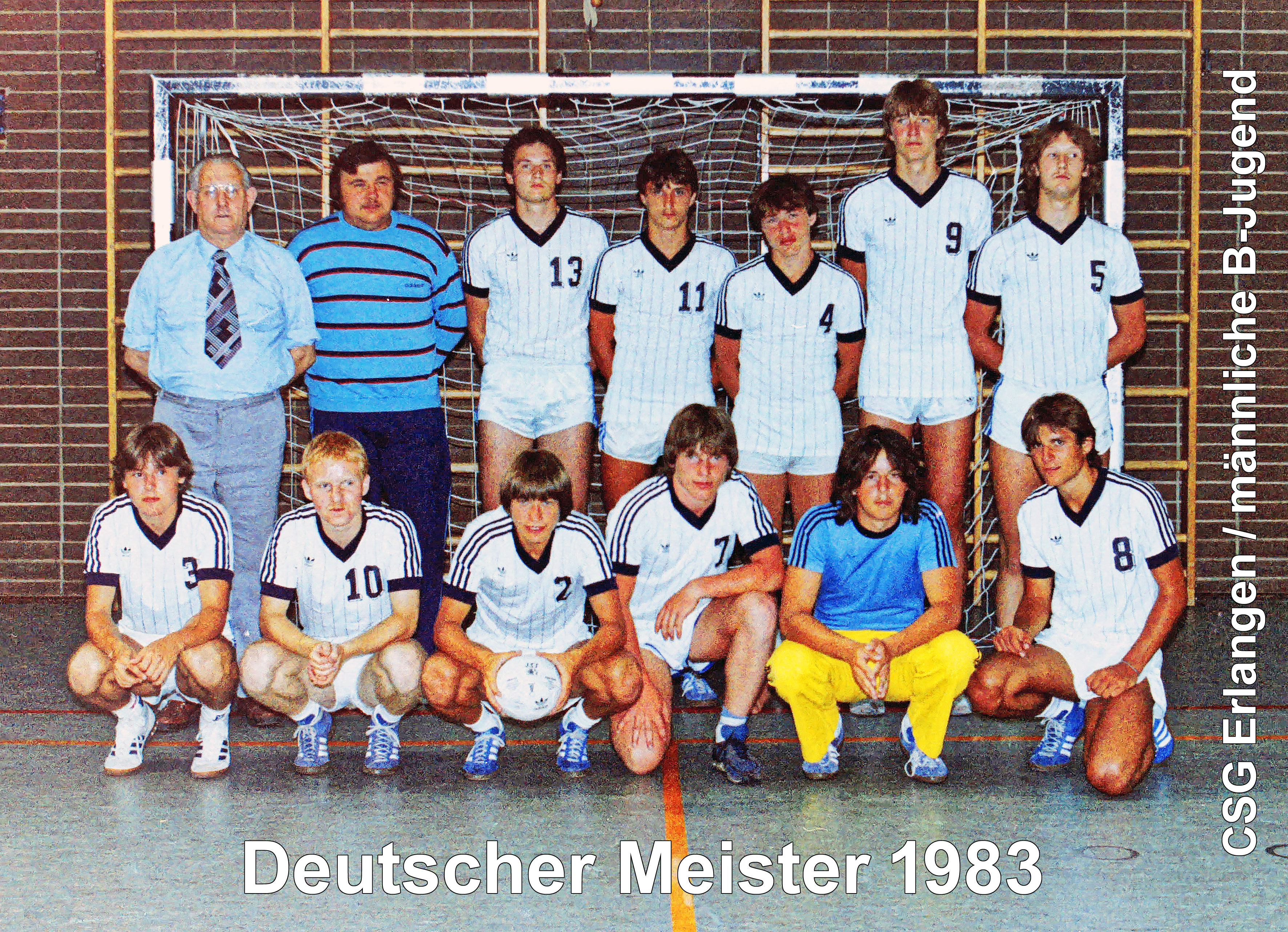

Ein Jahr später gewannen die Spieler bei der männlichen B-Jugend dann den Titel des Deutschen Meisters, nachdem sie im Halbfinale den OSC 04 Rheinhausen geschlagen hatten. Die Deutsche Meisterschaft 1983 wurde mit zwei Siegen im Endspiel gegen den SV Norderstedt gewonnen (Hinspiel SVN – CSG 23:25 / Rückspiel CSG – SVN 22:16).

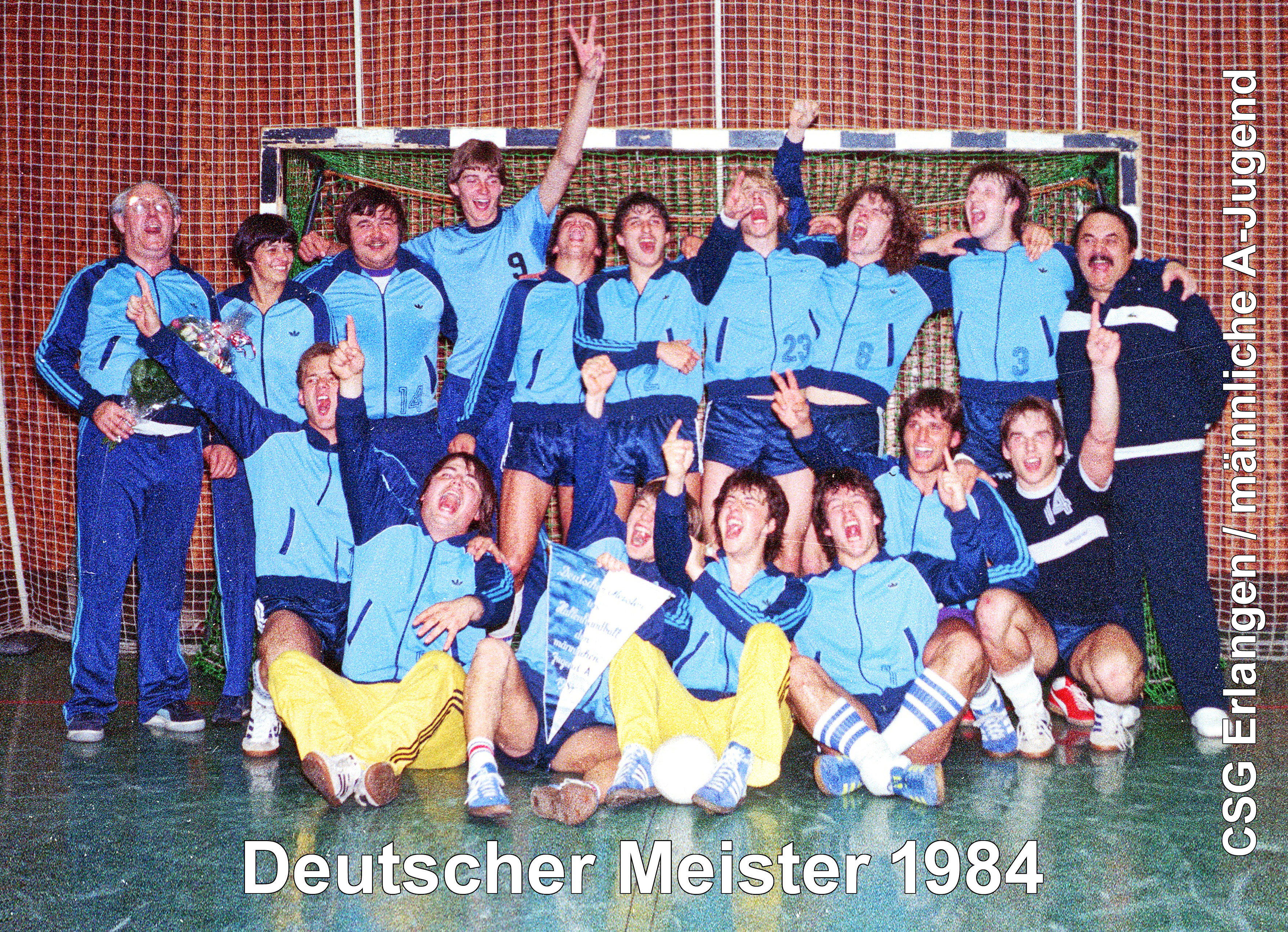

Aufgerückt in die A-Jugend wurde die Mannschaft 1984 erneut Deutscher Meister im Hallenhandball. Endspielgegner war wieder der OSC 04 Rheinhausen (Hinspiel CSG – OSC 20:14 / Rückspiel OSC – CSG 22:19).
Die Spieler in den Deutschen Meister-Jugendmannschaften:
1983: (Torhüter) Carsten Gasper, Siegbert Bauer, (Feldspieler) Roland Fellner, Michael Haufenmair, Oliver Lehr, Norbert Münch, Dirk Recker, Axel Schrauder, Michael Sieber, Roland Wunder, Kai-Uwe Zillert
1984: (Torhüter) Carsten Henrici, Carsten Gasper, (Feldspieler) Martin Haberzettl, Michael Haufenmair, Oliver Lehr, Norbert Münch, Peter Polyanszky, Ingo Ratajczak, Dirk Recker, Karsten Reese, Gerald Rothberger, Martin Sauer, Axel Schrauder, Roland Wunder
Die leistungsorientierte Nachwuchsarbeit führte auch in den Folgejahren zu zahlreichen Erfolgen. War bereits 1984 die männliche C-Jugend süddeutscher Meister geworden, gewannen diesen Titel dann 1986 und 1988 die männliche B-Jugend sowie 1992 die männliche A-Jugend. 1988 wurde die männliche B-Jugend zudem Deutscher Vizemeister. Die Endspiele gegen den TuS Alstertal verlor sie aufgrund der schlechteren Tordifferenz (Hinspiel CSG – TuS 18:17 / Rückspiel TuS – CSG 20:14).
Nach der Vizemeisterschaft in der Saison 1986/87 errang die Männermannschaft der CSG im Folgejahr den Titel des Bayerischen Handball-Meisters und stieg in die Regionalliga Süd auf. 1989 gewann sie die Süddeutsche Meisterschaft und stieg in die 2. Bundesliga auf. Der Verein blieb bis zum Zusammenschluss mit der HG Erlangen durchgehend Zweitligist.
Seit Anfang der 1980er Jahre stellte die CSG Erlangen zahlreiche Auswahlspieler nicht mehr nur für die Bayerische Handball-Jugend, sondern auch für die Süddeutsche Auswahl und mit Norbert Münch und Roland Wunder für die Jugend-Nationalmannschaft.
Bis zum Aufstieg in die 2. Handball-Bundesliga fanden die Heimspiele in der Sporthalle am Europakanal in Erlangen statt. Ihre Zweitligaheimspiele trug die CSG in der Erlanger Sporthalle am Berufsschulzentrum aus, die 1999 in Karl-Heinz-Hiersemann-Halle umbenannt wurde. Der bayerische SPD-Politiker Karl-Heinz Hiersemann hatte den Verein bereits seit den 1980er Jahren unterstützt. In den 1990ern engagierte er sich dann als Manager des Handball-Zweitligisten und stellte durch sein Engagement dessen wirtschaftliche Stabilität sicher, unter anderem indem er als Sponsorenpool den „Wirtschaftsrat CSG Erlangen“ (inzwischen umbenannt in „Wirtschaftsrat für Spitzenhandball in Erlangen / Karl-Heinz-Hiersemann-Gesellschaft“) organisierte.
Von 1992 bis 1994 und von 1998 bis 2001 trainierte die CSG-Zweitligahandballer der ehemalige sowjetische Nationalspieler Juri Klimow.
Der frühere sowjetische Nationalspieler Oleg Gagin war 1990–1991 sowie 1993–1995 Spieler bei der CSG Erlangen und 1995–1996 dann Trainer der Zweitligahandballer.
Als Trainer bei der CSG tätig war in den 1980er Jahren auch Frank Bergemann. Die Damenmannschaft führte er bis in die Bayerische Oberliga. Mit der männlichen B-Jugend gewann er 1988 die Deutsche Vizemeisterschaft.
Nach dem Tod von Karl-Heinz Hiersemann im Jahr 1998 geriet die CSG in eine wirtschaftlich schwierige Lage. Schließlich musste im Oktober 2003 der Weg einer Vereinsinsolvenz beschritten werden, mit der zwar wieder eine tragfähige finanzielle Grundlage erreicht werden konnte. Bereits zuvor war allerdings absehbar, dass eine Fortführung des leistungsorientierten Handballspielbetriebs den Verein vor große Probleme stellen würde. Die Lösung nicht zuletzt zur Sicherung der Bundesliga-Lizenz war die Bündelung der Kräfte. Mit Umsetzung der im Oktober 2001 beschlossenen Fusion mit der HG Erlangen ging im Jahr 2002 die Handballabteilung der CSG in den HC Erlangen auf. Bei der letzten getrennten Teilnahme an der Zweitliga-Spielrunde endete die HG Erlangen auf Tabellenplatz 8 und die CSG Erlangen auf Platz 17 der 2. Handball-Bundesliga 2000/01.
Da die Sportarbeit in den Folgejahren immer mehr zum Erliegen gekommen war, beschlossen die Vereinsmitglieder nach dem Tod von Erich Gloël im Jahr 2015 die CSG Erlangen aufzulösen.

## Erfolge/wichtige Stationen im Handball
- 1974: Bayerischer Meister der männlichen A-Jugend im Feldhandball
- 1979: Bayerischer Vizemeister der männlichen C-Jugend
- 1980: Süddeutscher Vizemeister der männlichen C-Jugend
- 1981: Süddeutscher Vizemeister der männlichen C-Jugend
- 1982: Deutscher Vizemeister der männlichen B-Jugend
- 1983: Deutscher Meister der männlichen B-Jugend[5]
- 1984: Deutscher Meister der männlichen A-Jugend[6]
- 1985: Bezirksmeister und Aufstieg in die Männer-Verbandsliga
- 1986: Süddeutscher Meister der männlichen B-Jugend / Aufstieg in die Männer-Oberliga
- 1987: Bayerischer Vizemeister der Männer
- 1988: Deutscher Vizemeister der männlichen B-Jugend / Bayerischer Meister der Männer und Aufstieg in die Regionalliga Süd
- 1989: Süddeutscher Meister der Männer und Aufstieg in die 2. Bundesliga
- 1990: Süddeutscher Vizemeister der männlichen A-Jugend
- 1992: Süddeutscher Meister der männlichen A-Jugend
- 1995: Bezirksmeister der Damen und Aufsteiger zur Bayerischen Oberliga
- 2001: Entscheidung für die Bildung des HC Erlangen e.V. („HCE“)
- 2002: Umsetzung des Zusammenschlusses zum HCE mit Spielbetrieb ab Saison 2002/03